# 早野凡平
早野 凡平（はやの ぼんぺい、1940年〈昭和15年〉2月21日 - 1990年〈平成2年〉5月3日）は、日本の大道芸人、ボードビリアン、タレント。日本大学芸術学部演劇科中退。本名は松本 光弘（まつもと みつひろ）。

## 来歴・人物
大道芸人のパン猪狩の弟子。新宿松竹文化演芸場の研究生として出入りしているうちにこの世界に入った。その後キャバレー廻りなどを経験して、主にテレビの演芸番組や舞台で活躍した。
「ホンジャマーの帽子（ホンジャマカ帽、マジックハットの異名もある）」と呼ばれる、帽子を用いたヨーロッパ起源の古典芸（Chapeaugraphy）が有名。この帽子は帽体とツバの部分が分離するようになっており、早野は慣れた手つきで黒い帽子を様々な形に変形させて、有名人や動物の真似をして人気を博した。「牧師」、「スチュワーデス」、「ナポレオン」、「カウボーイ」、「ローマ法王」（なぜか2度やってしまう）、「鞍馬天狗」（名乗る際、頭巾に見立てた帽子が落ちてしまう）等が定番ネタ。「ホンジャマー、ホンジャマカ…」と舌足らずな歌を歌いながら、次々と繰り出すのが特徴。
この帽子芸によりテレビ出演も増え一躍人気者となり、舞台トークのネタとして「この帽子のおかげで練馬に家を建てることができました」と語っていた。
とんねるずの石橋貴明がデビュー初期に早野の帽子芸を真似たネタをしていたことがある。また、お笑いコンビのホンジャマカの名前は、この帽子芸に由来する。
帽子以外の芸としては、長さが異なる4本の蛇腹状のホースを振り回して音を鳴らす「パイプオルガン」（en:Whirly tube）がある。4本のホースを器用に使い分け、低い音を出すときはゆっくり振り回し、高い音を出すときは早く振り回す。レパートリーは、「黒田節」、「船頭小唄」など。
1980年、文化庁芸術祭賞優秀賞受賞。
1990年5月3日、転移性肺がんのため、死去。50歳没。香典返しには帽子芸の帽体形状とその折り方のいくつかを記した説明書きにその小道具で一枚もの布生地のレプリカが返礼に贈られた。落語家の三遊亭圓丈は、自身のCDジャケットで、早野から譲り受けた帽子をかぶっている。
1989年12月に落語協会に入会したが、在籍半年ほどで亡くなった。旧池袋演芸場（1990年2月閉館）に出演した時の早野の木札が現存している。
妻は舞踊家の印南明美（ - 2021年1月29日）。2男1女をもうけ、長男はタップダンサーの松本晋一。お笑いコンビ「しらすのこうげき!」（太田プロダクション所属）のメンバー・ひよりは孫（長女の息子）にあたる。
早野の弟子には、漫談家で活動するはやのみこみ (3月3日 - 2025年1月）、ボードビルのやまけいじ（共に東京演芸協会所属）がいる。はやのはカラフルな風呂敷で次々と色々な形を作る風呂敷漫談を得意とし、必ず生まれて何年と年齢の鯖読みが入る。

## テレビ出演
- レンズはさぐる（NHK総合テレビ）
- うたって・ゴー（NHK教育テレビ）
- 教師びんびん物語II（フジテレビ） - 第9話(1989年)[12]

## ラジオ出演
- 歌謡大行進（文化放送） - 水曜パーソナリティー